# Leiaster
Espèce
Synonymes
- genre Lepidaster Verrill, 1871[1]
- sous-genre Ophidiaster (Leiaster) Peters, 1852[1]

Leiaster est un genre d'étoiles de mer tropicales de la famille des Ophidiasteridae.

## Description et caractéristiques
Les espèces de cette famille sont des ophidiastéridées classiques, avec généralement cinq bras (parfois quatre ou six) tubulaires et allongés et un disque central réduit. Elles se caractérisent par un épiderme lisse et doux au toucher, dépourvu de granulation (contrairement aux Ophidiaster) et masquant les plaques squelettiques. Elles sont donc douces au toucher, ce qui les distingue notamment des Ophidiaster. Elles n'ont jamais plus de deux rangées d'épines ambulacraires (généralement une adambulacraire et une subadambulacraire), mais celles-ci sont implantées par doublets ou triplets, engagées dans une palmure. Les plaques abactiniales sont disposées de manière régulière sur trois rangées, et les aires papulaires sont également alignées en rangées longitudinales. Les plaques adambulacraires sont alternativement larges et étroites (contre isométriques chez Ophidiaster, mais ce trait se retrouve chez Dactylosaster et Copidaster). 
Les espèces de ce genre sont souvent très proches morphologiquement, et essentiellement identifiées par la présence de corps cristallins dans le squelette (présents chez L. leachi et L. speciosus) et de sillons sur les piquants adambulacraires (chez L. coriaceus), ce qui rend difficile l'identification in situ.

## Liste d'espèces
Selon World Register of Marine Species (6 août 2014) :
- Leiaster coriaceus Peters, 1852 -- Océan Indien occidental (chamarrée, sans aires papulaires vraiment définies, sans pédicellaires, piquants aplatis et sculptés)
- Leiaster glaber Peters, 1852 -- Indo-Pacifique (rouge, deux longues épines adambulacraires par plaque)
- Leiaster leachi (Gray, 1840) -- Indo-Pacifique (violette, deux longues épines adambulacraires par plaque)
- Leiaster speciosus von Martens, 1866 -- Indo-Pacifique (bordeaux, deux épines adambulacraires par plaque, pédicellaires présents)
- Leiaster teres (Verrill, 1871) -- Pacifique est (violacée, sans pédicellaires, trois épines adambulacraires par plaque, la médiane plus longue)

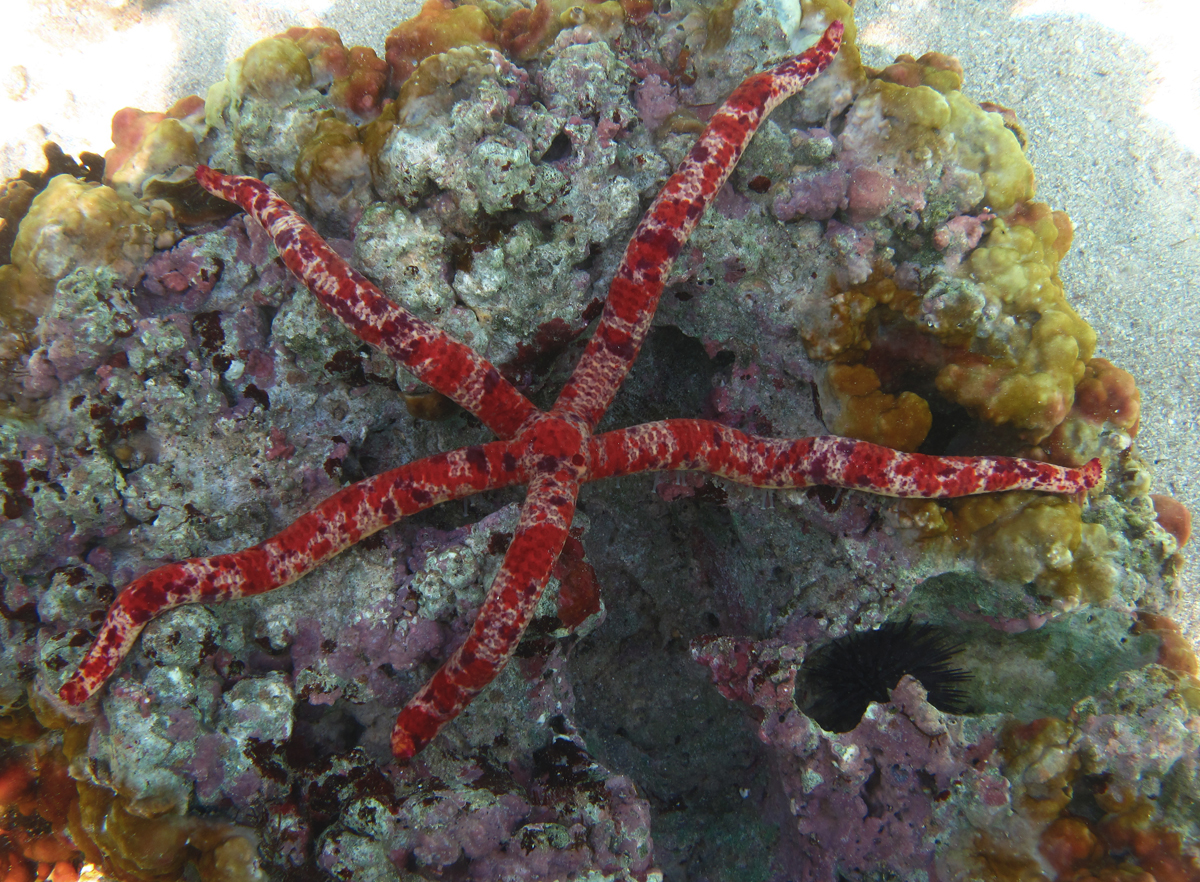
Leiaster cf. coriaceus à La Réunion.
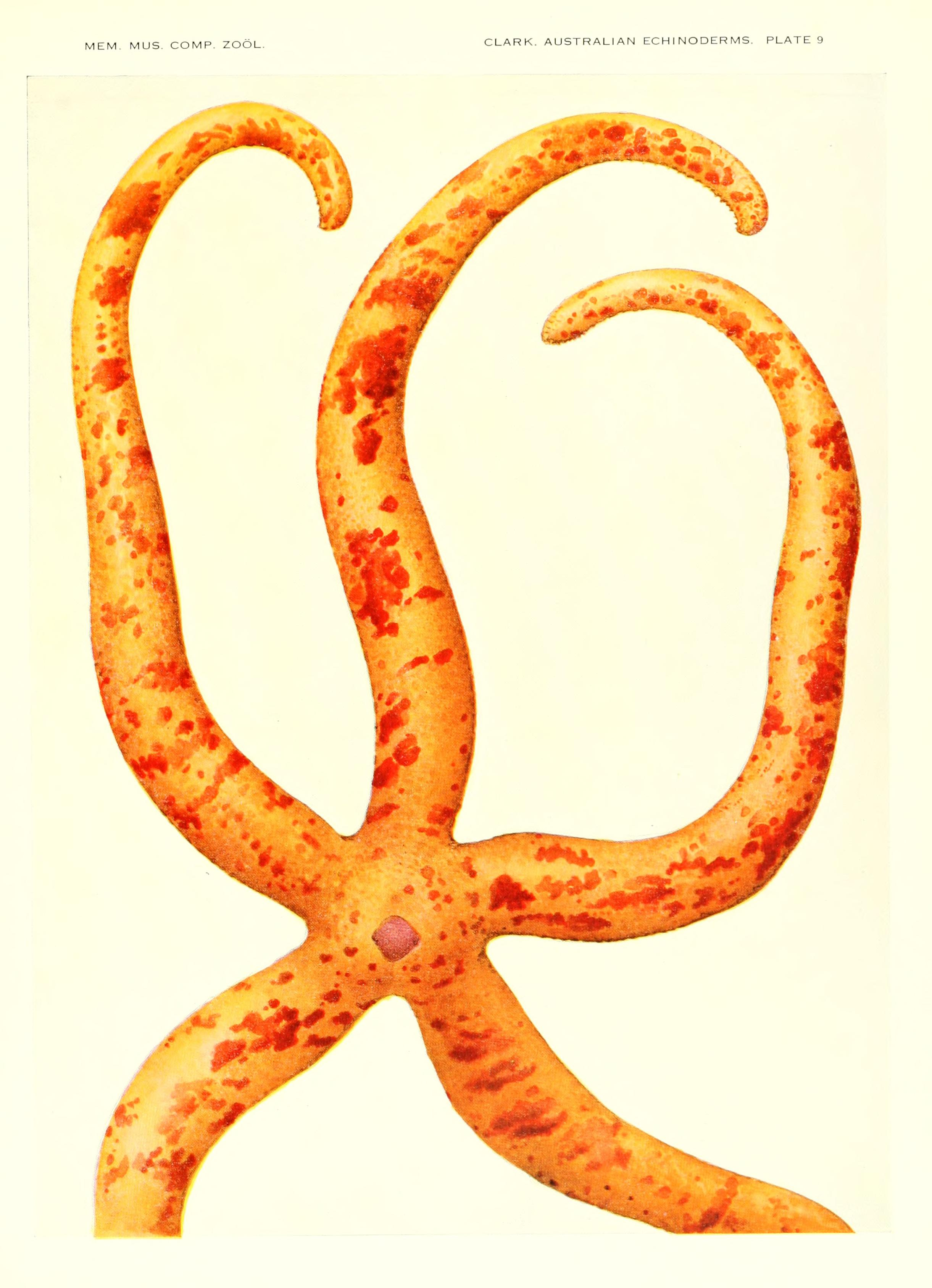
Leiaster leachi (Clark, 1938).
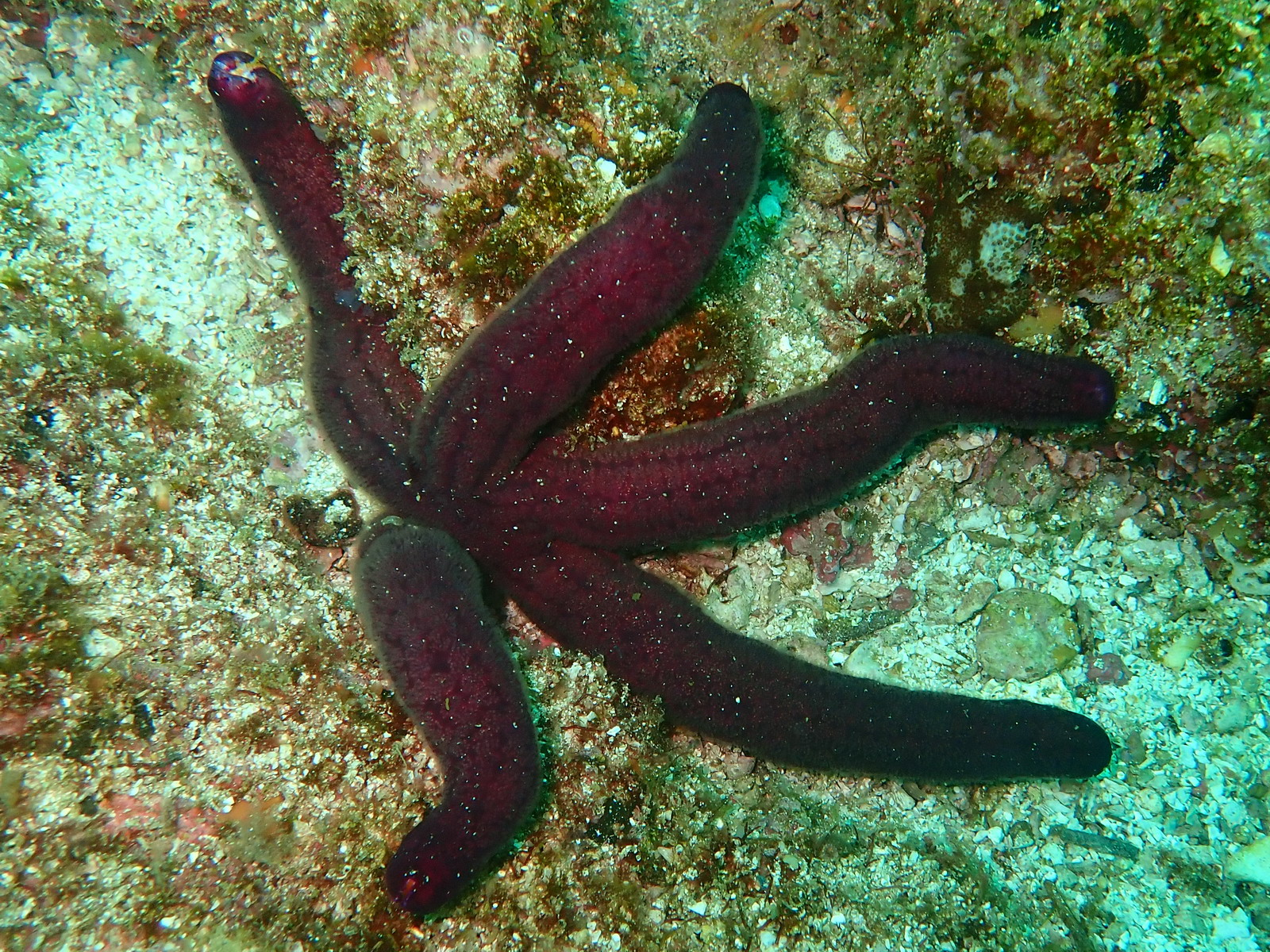
Leiaster teres dans le Golfe de Californie.
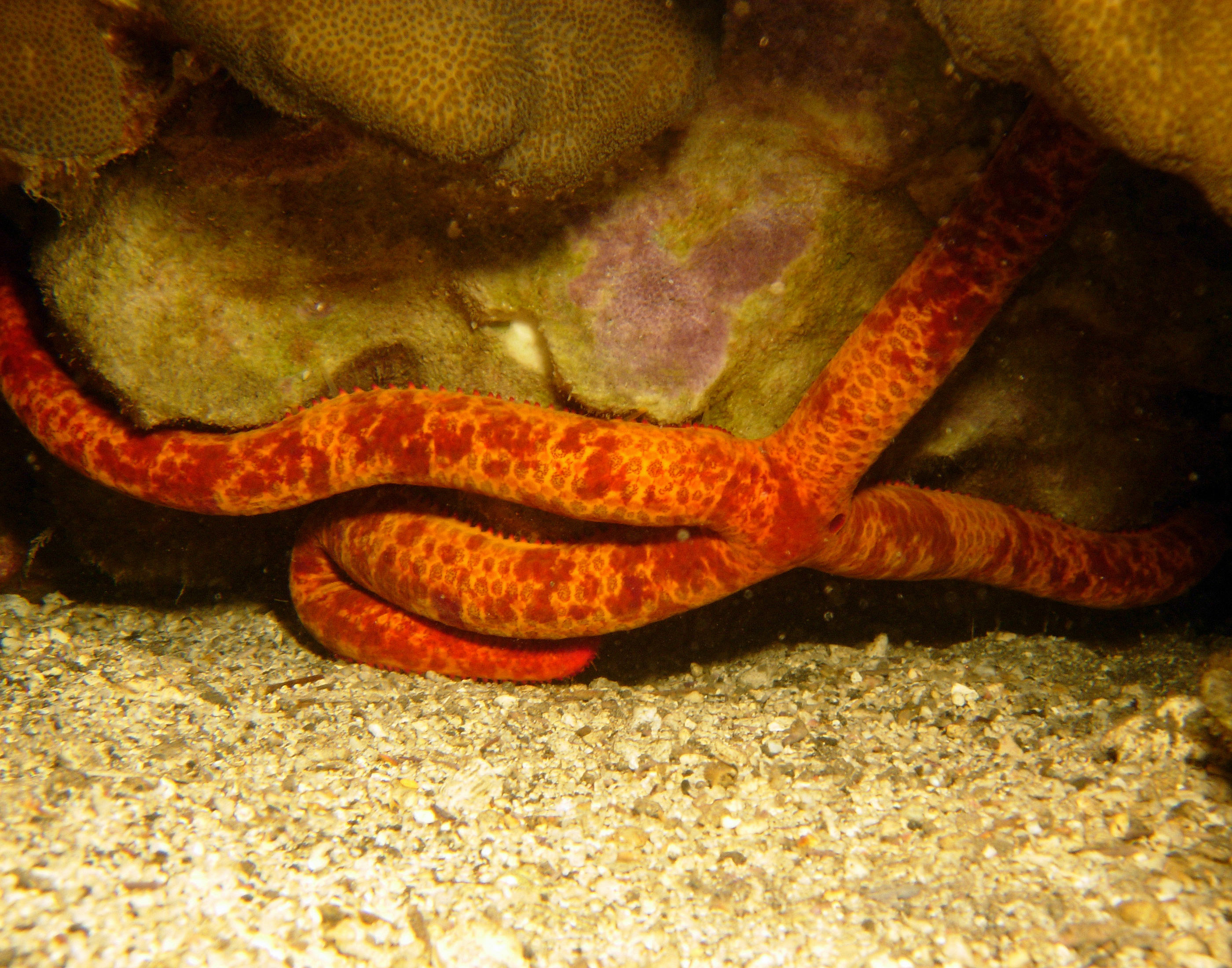
Leiaster sp. à La Réunion.

Marsh & Fromont (2020) considèrent que Leiaster speciosus n'est qu'une variante de couleur de Leiaster leachi, et proposent de les placer en synonymie.